# Djävulsnattskärra
Djävulsnattskärra (Eurostopodus diabolicus) är en hotad fågel i familjen nattskärror som enbart förekommer på indonesiska ön Sulawesi.

## Utseende och läte
Djävulsnattskärran är en mdelstor (26–27 cm) och mörk nattskärra. Ovansidan är gråbrun med bruna och beigefärgade fläckar. Svartaktiga streck syns på hjässan bakåt över manteln. Undersidan är brun med kanelbruna och ljust gulbruna fläckar och band. Ett ljust band syns på strupen, men inget vitt på vare sig vingar eller stjärt syns i flykten. Dess läten är dåligt kända, men svaga skrin, högljudda "whirrip" och mjuka, spinnande ljud har rapporterats.

## Utbredning och systematik
Djävulsnattskärran förekommer på centrala Sulawesi, där den återupptäcktes 1998 efter 60 års frånvaro. Den behandlas som monotypisk, det vill säga att den inte delas in i några underarter.

## Status
Trots det begränsade utbredningsområdet och att den tros minska i antal anses beståndet vara livskraftigt av internationella naturvårdsunionen IUCN.